# Everywhere at the End of Time
Everywhere at the End of Time is een zes uur durend elektronisch / ambient muziekalbum gecomponeerd en uitgevoerd door Leyland Kirby, ook wel bekend onder de naam The Caretaker.
Everywhere at the End of Time was gebaseerd op Kirbys succes An Empty Bliss Beyond This World uit 2011. Al het artwork is gemaakt door Ivan Seal.
Het bekendste nummer van de collectie is "It's Just a Burning Memory", dat ook het titelnummer van de collectie is. Het was gebaseerd op "Heartaches" van Al Bowlly uit 1931.

## Dementie
Kirby schreef het album om een muzikale voorstelling te geven van de ziekte van Alzheimer en andere vormen van dementie. Zo worden bijvoorbeeld klanken in de muziek door elkaar heen gehaald om volgens Kirby de mentale desoriëntatie beter te begrijpen.
Daarnaast wordt The Backrooms, een eindeloos doolhof van kantoorkamers, regelmatig aangehaald als metafoor voor de voortschrijdende achteruitgang van de geest veroorzaakt door Alzheimer.